# Sanagorán (distrito)
Sanagorán é um distrito do Peru, departamento de La Libertad, localizada na província de Sánchez Carrión.

## Transporte
O distrito de Sanagorán é servido pela seguinte rodovia:
- LI-111, que liga o distrito de Huamachuco  à cidade de Charat [1][2][3]